# Maomé Afezal Cã
Maomé Afezal Cã (1811 - 7 de outubro de 1867; em pastó: محمد افضل خان ) foi o Emir do Afeganistão de 1865 a 1867. Era o filho mais velho de Doste Maomé Cã, Afezal Cã tomou o poder de seu irmão Xer Ali Cã três anos após a morte de seu pai. Após a morte de Afezal Cã no ano seguinte, Maomé Azão Cã assumiu o poder como emir do Afeganistão.
Maomé Afezal Cã pertencia ao grupo étnico Pashtun e à tribo Baraquezai. Seu terceiro filho, Abderramão Cã, tornou-se emir de 1880 a 1901.